# Mírové náměstí (Ústí nad Labem)
Mírové náměstí (lidově Mírák) v Ústí nad Labem je hlavní náměstí, nacházející se v centru města při ulicích Revoluční a Hrnčířská v městském obvodu Ústí nad Labem-město.

## Název
Náměstí neslo historicky různé názvy. V letech 1850 až 1938 se jmenovalo Tržní náměstí, a to nejprve německy Marktplatz (1850–1933), a posléze česky Tržní náměstí (1933–1938). Následně, po odtržení Sudet a během druhé světové války, bylo přejmenováno na Náměstí SA (Platz der SA). Od konce války do roku 1952 neslo název Náměstí presidenta Beneše, a od roku 1952 se jmenuje Mírové náměstí.

## Vzhled
Dnešní podoba Mírového náměstí není příliš stará, pochází z let 2005 - 2006, kdy se celé včetně mobiliáře rekonstruovalo. Povrch tvoří dlažba zaujímající téměř 23 000 m² z čediče prokládaná pásy z rožanské žuly. V severní části směrem k budovám paláce Zdar a České spořitelny je vysázeno 11 stromů různých druhů. V této části se zároveň nachází lavičky a fontány. Mezi nové budovy na náměstí vyplňující proluky vytvořené demolicemi v dobách normalizace patří především výrazný Palác Zdar, který zaujímá místo po budově soudu a restauraci Zdar, dále pak budovy bank a spořitelny v severozápadní části náměstí, kde také stojí sloup s plastikou sv. Antonína Paduánského.

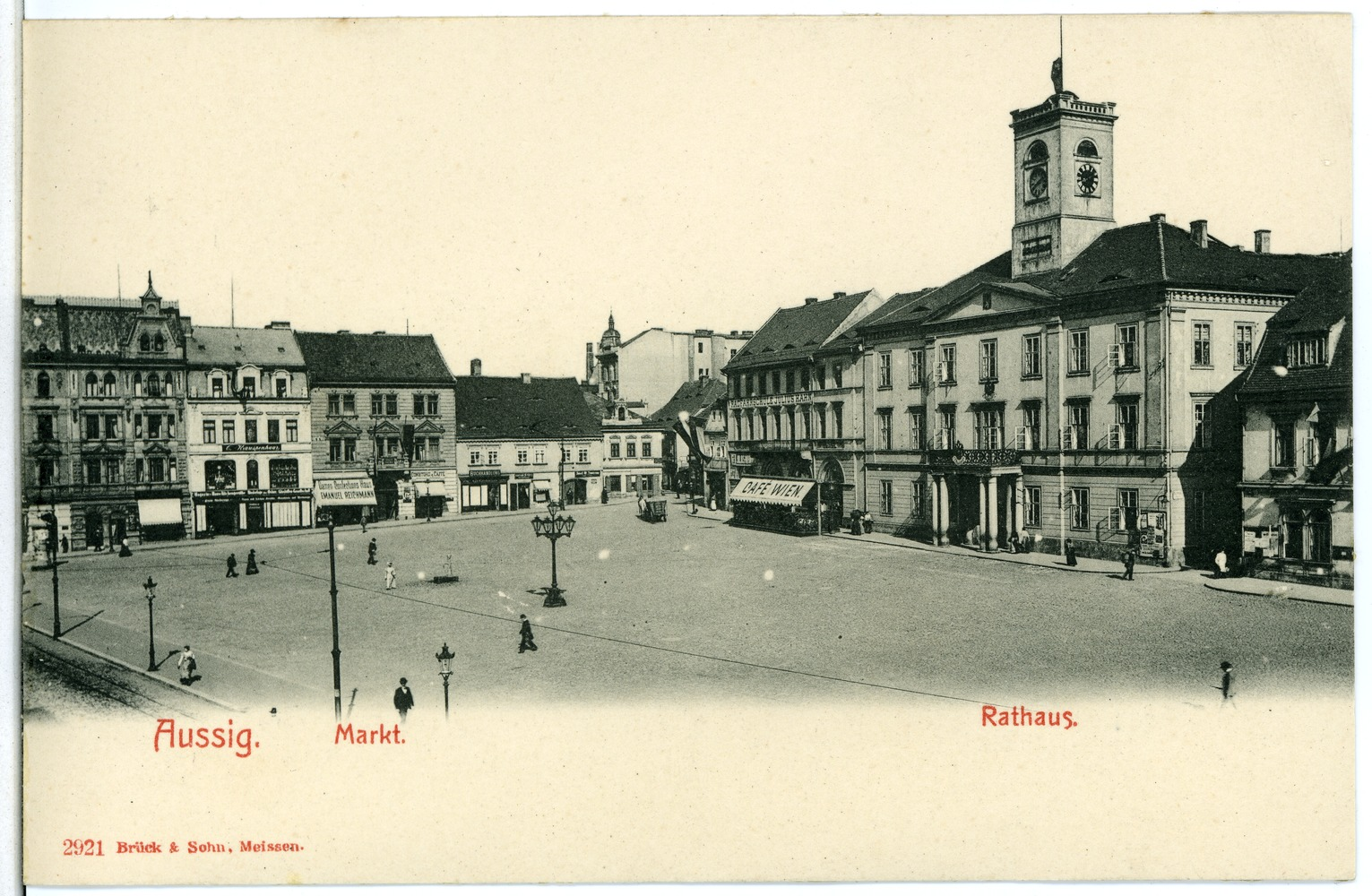
Vzhled z roku 1903 se zbouranou radnicí
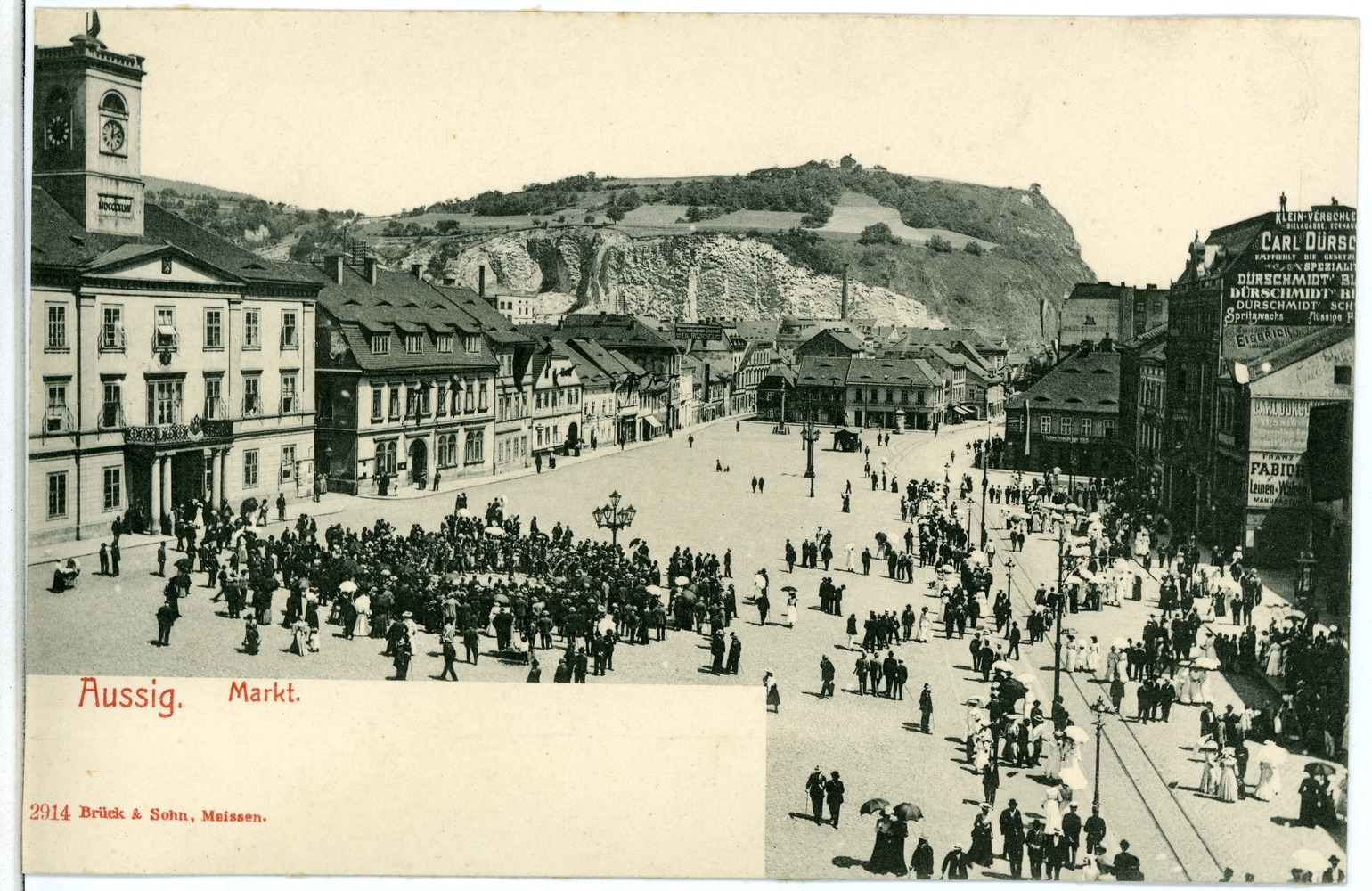
Pohlednice z roku 1903 směrem k Mariánské skále
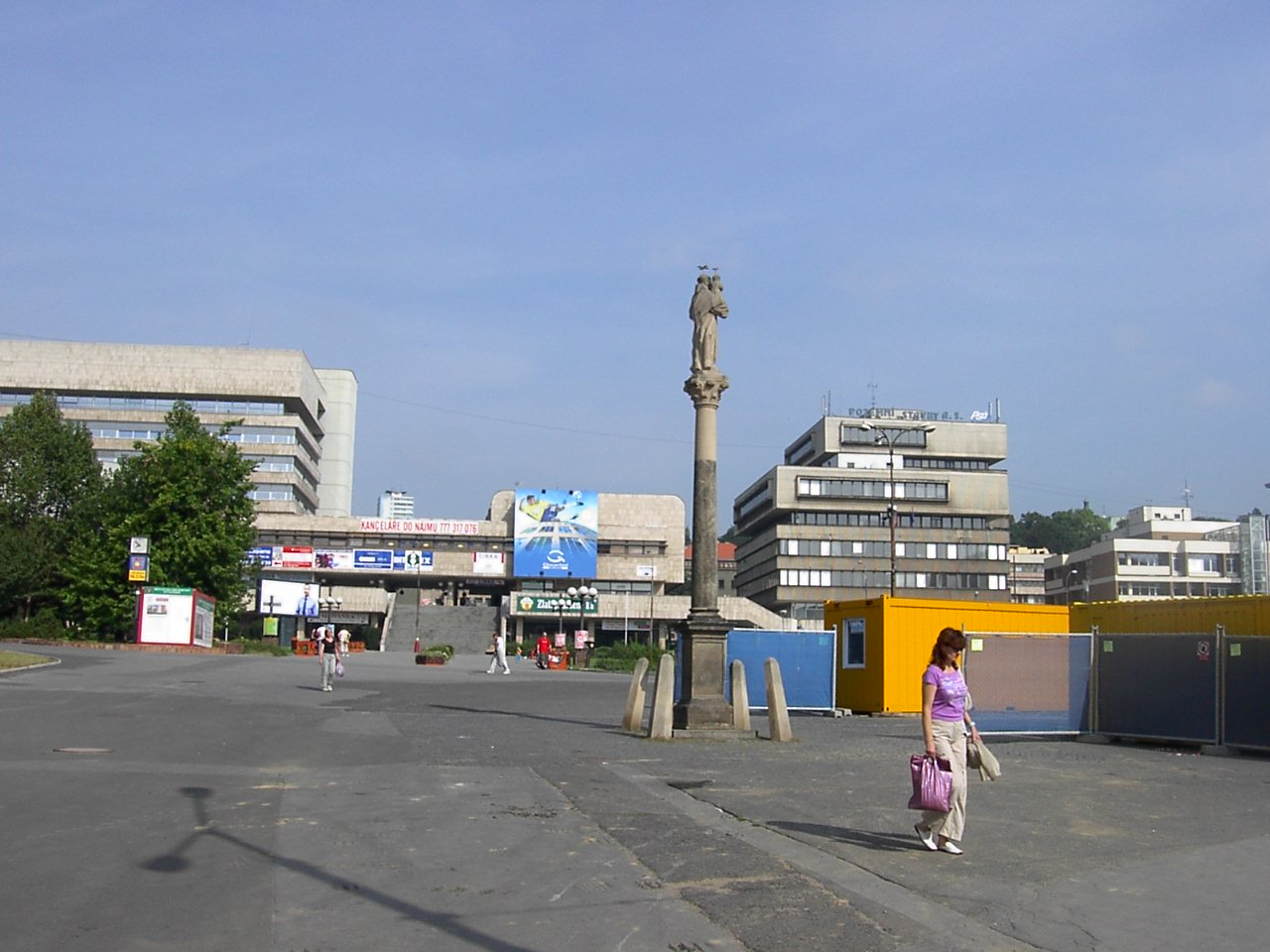
Pohled z náměstí před rekonstrukcí a výstavbou nových objektů ke krajskému úřadu
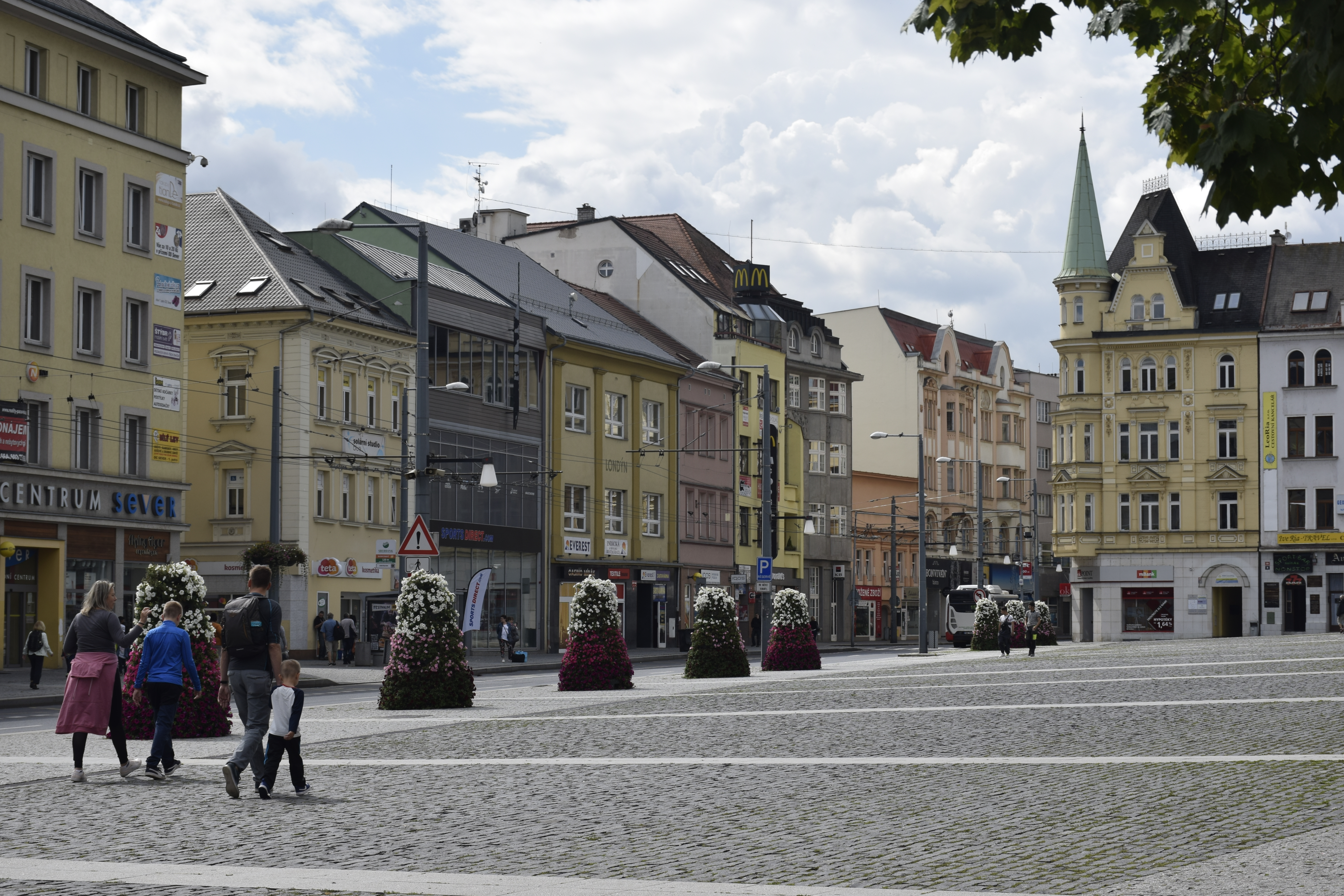
Pohled na jihozápadní část náměstí
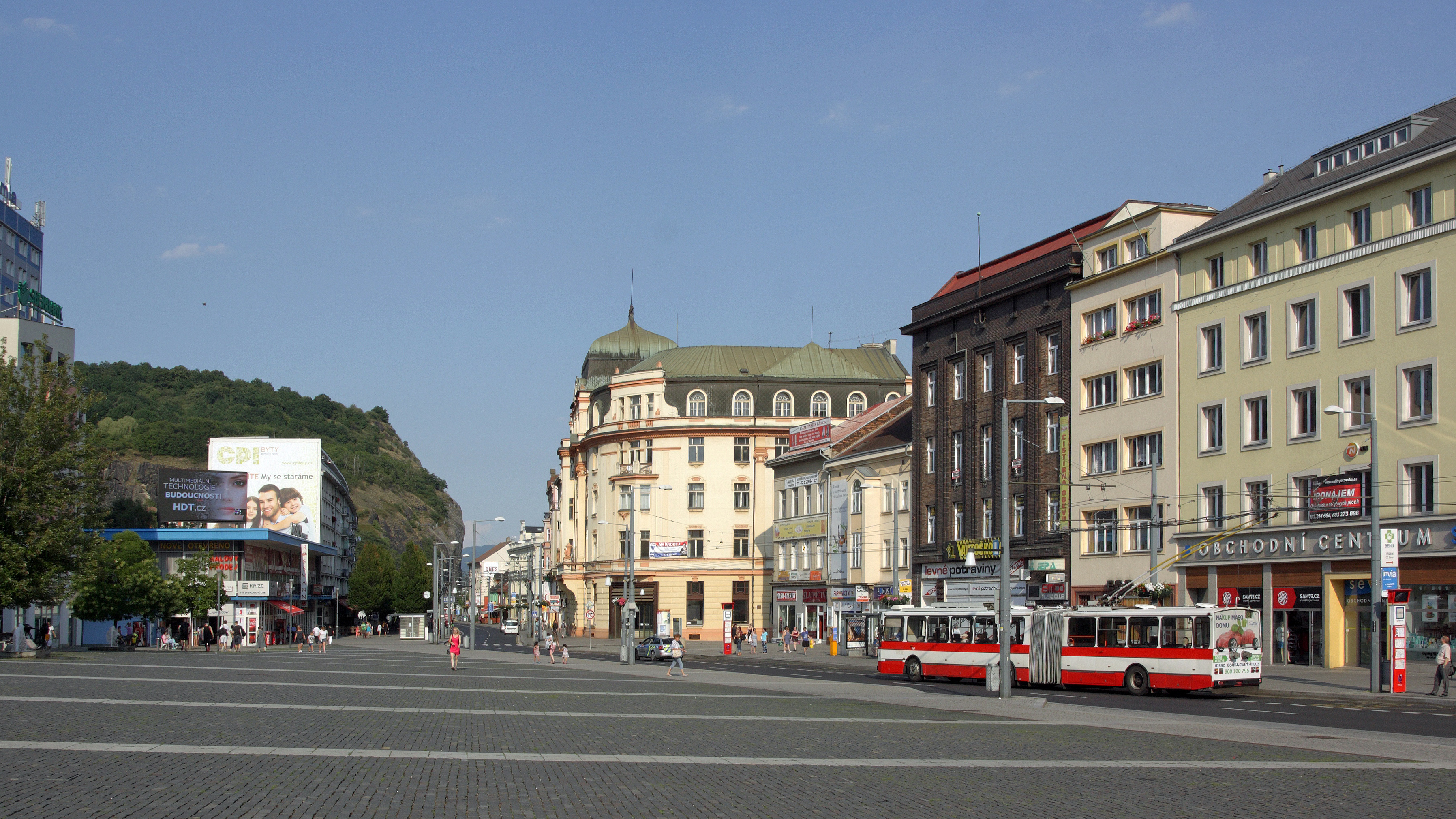
Pohled na jihovýchodní část náměstí